# Bereket
Bereket (antes conocida como Gazanjyk o  Kažandzik)  es una localidad de Turkmenistán, en la provincia de Balkan.
Se encuentra a una altitud de 198 m sobre el nivel del mar. 

## Demografía
Según estimación 2010 contaba con una población de 23762 habitantes.